# Georg Friedrich Deinlein
Georg Friedrich Deinlein (* 18. Dezember 1696 in Altdorf bei Nürnberg; † 11. Mai 1757 ebenda; auch Deinlinus) war ein deutscher Rechtswissenschaftler und Hochschullehrer.

## Leben
Als Sohn des Altdorfer Bürgermeisters studierte Deinlein dort ab 1711 an der Universität. 1714 erlangte er den Grad des Magisters der Philosophie. Anschließend ging er an die Universität Halle, wo er weitere Studien bei Christian Thomasius, Justus Henning Böhmer und dem ebenfalls in Altdorf studierten Nicolaus Hieronymus Gundling betrieb. Nach Reisen durch die deutschen Lande kehrte er 1718 nach Altdorf zurück. Dort erwarb er 1719 die juristische Doktorwürde und begann seine Tätigkeit als Privatdozent der Philosophie und Rechtswissenschaften.
1730 wurde Deinlein zum außerordentlichen Professor der Rechte, 1731 zum Professor der Logik und Professor der Rechte ernannt. 1738 folgte die Ernennung zum Professor der Institutionen und ordentlicher Beisitzer der Juristen-Fakultät, 1740 die zum Consulent der Reichsstadt Nürnberg und zum Professor der Pandekten, 1744 dann zum Professor Juris primarius. An der Universität war er zwei Mal Rektor, und sechsmal Dekan der Juristen-Fakultät.
Die Deutsche Gesellschaft in Leipzig ernannte ihn zum Ehrenmitglied. Rufe an die Universitäten von Helmstedt, Gießen, und Erlangen lehnte er ab.